# Nynke Laverman
Nynke Laverman (Weidum, 14 april 1980) is een Nederlands dichter, songwriter, voordrachtskunstenaar, theatermaker en zangeres.

## Biografie

### Academie voor Kleinkunst
Nynke Laverman volgde in Amsterdam de Academie voor Kleinkunst en studeerde in 2002 af. Naast producties op de Academie zong ze tijdens haar opleiding in het ensemble van Paul de Leeuw tijdens zijn concertreeks in Ahoy en speelde ze een kassameisje in de videoclip Houdoe van De Vliegende Panters. Ook in de jeugdserie Toscane van de VPRO was ze een paar keer te zien. Laverman liep stage bij het Friese toneelgezelschap Tryater. In 2003 maakte ze samen met Wende Snijders en Karina Kroft het programma Angela Vicario op het Oerol Festival.

### Muziek
Laverman maakte vijf albums en gelijknamige theaterproducties. Met Friestalige fadomuziek op het debuutalbum Sielesâlt (2004) verwierf ze landelijke bekendheid. Op dit album gebruikte ze onder andere teksten van J. Slauerhoff.
Op haar tweede album De Maisfrou (2006) vertolkt Laverman gedichten van de Friese dichteres Albertina Soepboer, met wie zij enige maanden in Mexico verbleef om inspiratie op te doen voor dit album. De productie eindigde met een concert in het Koninklijk Concertgebouw. In 2007 speelde ze in een productie van Orkater genaamd Cecilia, waar zij onder begeleiding van de accordeonist Oleg Fateev de productie met muziek en toneelspel aanvulde. In Mongolië deed Laverman inspiratie op voor Nomade (2009). Hierna publiceerde ze Alter (2013), een album dat ze opnam in Madrid met producent Javier Limón.
In de maanden daarop was de zangeres te zien op onder andere North Sea Jazz, WOMAD (UK), Women in (E)motion (D) en La Mar de Músicas (ES). Op Oerol ging Wachter (2016) in première, een ode aan de kunst van het wachten. Twee jaar later opende Laverman Leeuwarden-Fryslân Culturele hoofdstad van Europa 2018. Ze schreef samen met Sytze Pruiksma en zong Seis oere thús als herkenningsmelodie en soundtrack van dit evenement. Het nummer werd gespeeld door het Noord Nederlands Orkest. Datzelfde jaar maakte ze samen met Sytze Pruiksma en videokunstenaar Douwe Dijkstra de korte film ‘One of Us’ die werd geprojecteerd op de Oldehove in Leeuwarden in het kader van Lân fan Taal. Tevens werkte Laverman mee aan het filmproject Wad, samen met jazzmusicus Martin Fondse (componist) en Pruiksma. Hierop zong ze onder andere het Engelstalige lied On The Edge.
In 2019 ontstond vanuit een sabbatical het idee voor een nieuw album. Op dit album, half Fries- en half Engelstalig, spreekt Laverman zich uit over de omgang met de aarde. Spoken word is prominent aanwezig en Laverman maakt veelvuldig gebruik van het fluisterregister van haar stem. Ze werkte samen met onder meer Pruiksma, videokunstenaar Douwe Dijkstra en danseres Dunja Jocić. De eerste single Your Ancestor verscheen in september 2020. Het album was toen nog niet uitgekomen.
Eind 2020 besloot Laverman naar aanleiding van de coronamaatregelen om het album Plant nummer voor nummer uit te brengen en daar een jaar de tijd voor te nemen; wat zij noemt een "slow album release". Elk nummer wordt ingeleid door een podcast van Laverman, Lex Bohlmeijer en een filosoof, kunstenaar, activist of wetenschapper die haar inspireerde tijdens het maakproces. Hiervoor werden onder andere Eva Rovers, Roman Krznaric, Damiaan Denys, Matthijs Schouten, André Kuipers, Jochem Myjer en Marjan Minnesma uitgenodigd.

### Vertaalwerk
Sinds 2010 is Laverman actief als vertaler van toneelwerken. Ze vertaalde ‘Macbeth’ van Shakespeare (2010) en ‘Bridges of Madison County’ (2014) naar het Fries voor toneelgezelschap Tryater. In 2020 vertaalde ze delen van het nieuw geschreven stuk ‘Skaad’ van Marijke Schermer voor Pier 21.

## Thematiek
Een terugkerend element in Lavermans werk is de omgang van de (westerse) mens met de natuur.

## Prijzen en erkenning
Voor haar debuutalbum Sielesâlt ontving Nynke Laverman een Gouden plaat en de literaire Piter Jellespriis. Haar derde album Nomade werd bekroond met een Edison.

## Privéleven
Laverman woont samen met haar gezin in Weidum, Friesland. Haar man, muzikant en componist Sytze Pruiksma, werkt mee aan haar albums en theaterproducties.

## Activiteiten
- Op Koninginnedag 2005 trad ze op tijdens de show voor koningin Beatrix op het Malieveld in Den Haag.
- In 2006 zong Laverman een Fries-Limburgs duet met zanger Jack Poels op de cd Rodus & Lucius van de Limburgse band Rowwen Hèze. Dit nummer, Droemvlucht, verscheen later op single.
- In 2008 werkte ze mee aan het project 'Leonard Cohen In Het Fries'. Daarop zingt zij Hallelujah.
- Op Bevrijdingsdag 2009 zong ze op het 5 mei-concert op de Amstel in Amsterdam.
- In 2012 was zij samen met DI-RECT te zien in het programma Studio 9 van de TROS. Ze kregen de opdracht om binnen 36 uur een nummer te schrijven én op te nemen. Dit resulteerde in het nummer Shoes of sleep.

## Discografie

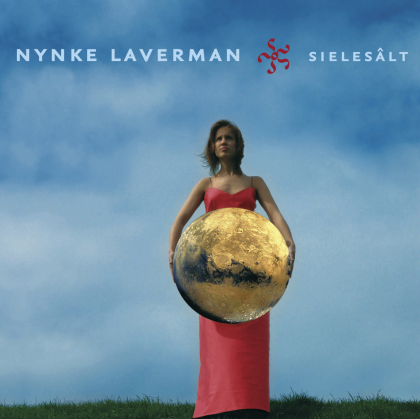
Omslag Sielesâlt.

### Albums
| Album met eventuele hitnotering(en) in de Nederlandse Album Top 100 | Datum van verschijnen | Datum van binnenkomst | Hoogste positie | Aantal weken | Opmerkingen        |
| ------------------------------------------------------------------- | --------------------- | --------------------- | --------------- | ------------ | ------------------ |
| Sielesâlt                                                           | 05-06-2004            | 14-08-2004            | 41              | 48           |                    |
| Dat Waarme Hert                                                     | april 2005            |                       |                 |              | cd in eigen beheer |
| De Maisfrou                                                         | 15-05-2006            | 20-05-2006            | 16              | 25           |                    |
| Nomade                                                              | 2009                  | 14-03-2009            | 31              | 10           |                    |
| Alter                                                               | 08-04-2013            |                       |                 |              |                    |
| Wachter                                                             | 29-06-2016            |                       |                 |              |                    |
| Plant                                                               | 23-09-2021            |                       |                 |              |                    |